# Raïon de Iakovlevka (kraï du Primorié)
Le raïon de Iakolevka (en russe : Я́ковлевский райо́н, Iakolevski raïon) est une subdivision administrative (raïon) et une municipalité (okroug municipal) du kraï du Primorié en Russie. Situé en Extrême-Orient russe, il est recouvert par la cordillère du Sikhote-Aline, et est dans le centre-nord du kraï. Son centre administratif est le village de Iakolevka, et il compte en tout 19 localités. Sa population s'élevait à 12 144 habitants en 2023.

## Géographie
Le raïon de Iakolevka est situé dans le kraï du Primorié, sujet le plus au sud de l'Extrême-Orient russe, en Mandchourie-Extérieure. Le raïon, qui se trouve dans la partie centrale du kraï du Primorié, a une superficie de 2 400,13 km2. Les principales rivières sont l'Arsenievka, la Tikhaïa, la Piatigorka et d'autres. La rivière Oussouri coule le long de la frontière nord du raïon. Ces rivières possèdent de larges vallées encadrées par des chaînes de montagnes. Le point le plus bas de la région se situe au nord, en bordure de la rivière Oussouri à une altitude de 98,4 m. À l'ouest du district se trouvent les montagnes Bleues, dans lesquelles se trouve le point culminant de la crête et de tout le raïon de Iakolevka, un mont sans nom d'une hauteur de 1 138,1 m. Le long de la frontière orientale s'étendent les montagnes Bleues orientales, dont les hauteurs maximales dans la région sont de 989 m.

Le raïon est bordée par quatre raïons et un okroug urbain : le raïon de Kirovski au nord, le raïon de Tchougouïevka à l'est, le raïon d'Anoutchino au sud et à l'est, avec dans cette dernière frontière l'enclave qu'est la ville d'Arseniev (un okroug urbain), et enfin au nord-est le raïon de Spassk. La longueur de l'ensemble de ces frontières est de 600 km.

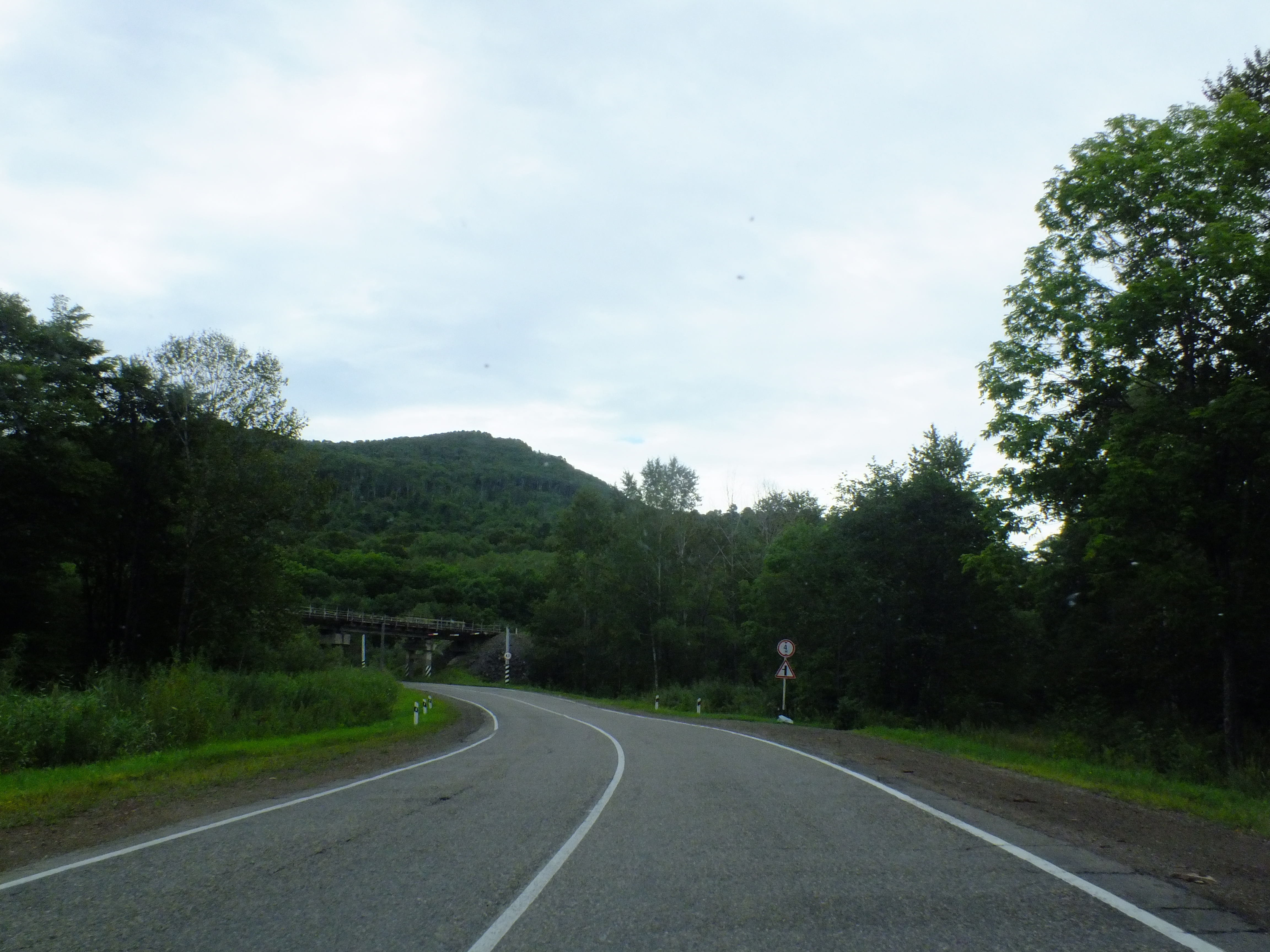
Route 05N-100 dans la forêt.
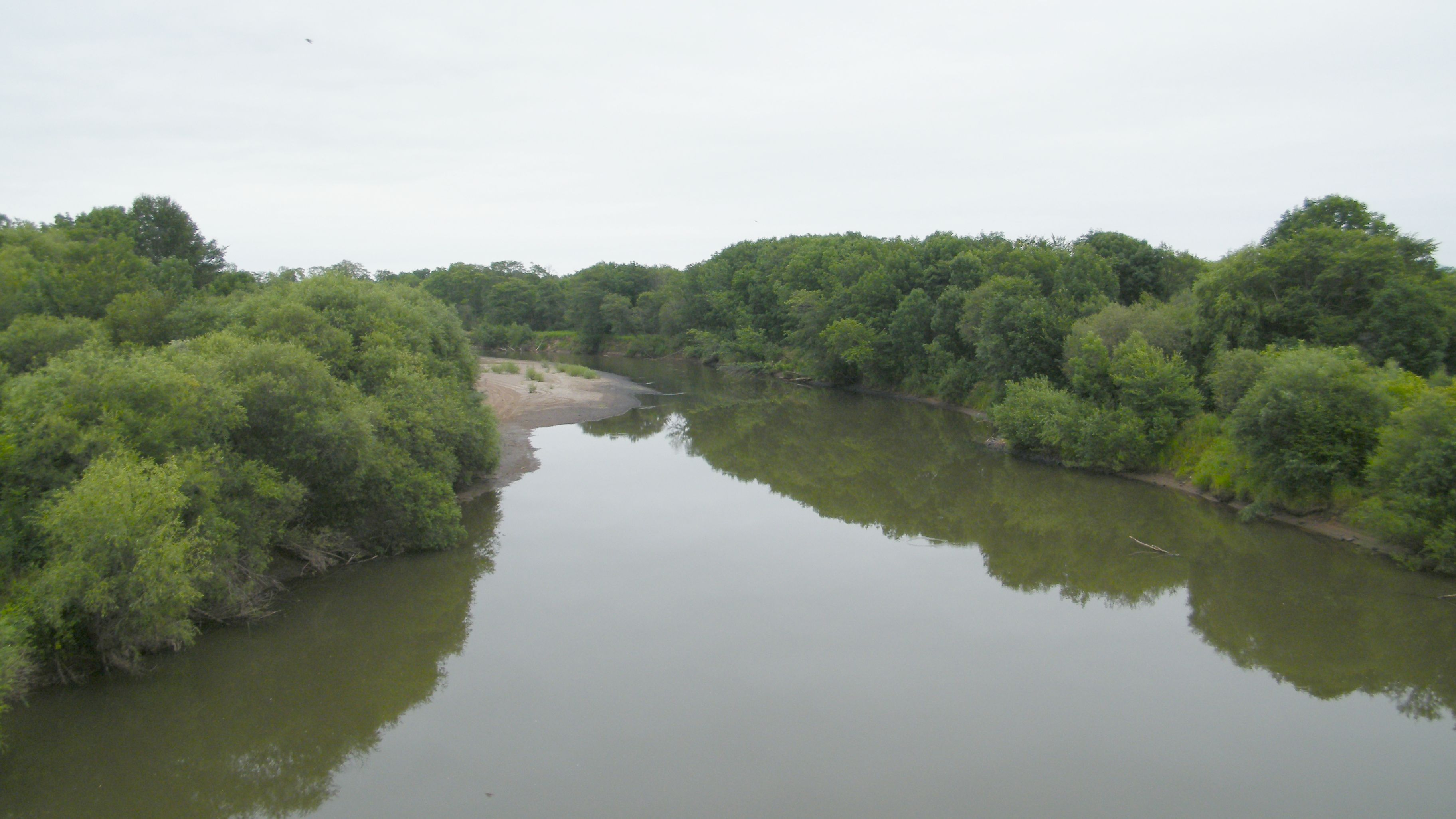
Rivière Arsenievka à Iakolevka.

## Histoire
Le raïon de Iakolevka a été créé le 4 janvier 1926 par décret du Comité exécutif central panrusse. En 1963, il a été transformé en raïon rural de Iakolevka, avant de redevenir en 1965 le raïon de Iakolevka. 

## Démographie
Recensements (*) ou estimations de la population,:
| 1926*  | 1929   | 1931   | 1933   | 1939*  | 1959*  |
| ------ | ------ | ------ | ------ | ------ | ------ |
| 21 193 | 25 731 | 28 000 | 30 400 | 25 130 | 23 275 |

| 1970*  | 1979*  | 1989*  | 2002*  | 2010*  | 2012   |
| ------ | ------ | ------ | ------ | ------ | ------ |
| 23 767 | 21 210 | 21 483 | 18 406 | 16 042 | 15 613 |

| 2013   | 2014   | 2015   | 2016   | 2017   | 2018   |
| ------ | ------ | ------ | ------ | ------ | ------ |
| 15 437 | 15 123 | 14 834 | 14 409 | 14 227 | 13 960 |

| 2019   | 2020   | 2021*  | 2022   | 2023   | - |
| ------ | ------ | ------ | ------ | ------ | - |
| 13 929 | 13 652 | 12 522 | 12 473 | 12 144 | - |

## Localités
Le raïon de Iakolevka comptait au 29 juin 2023 19 localités. La localité la plus peuplée était Novossyssoïevka avec 3 966 habitants au recensement de 2021.
| Liste des localités | Liste des localités | Liste des localités | Liste des localités         | Liste des localités         |
| N°                  | Localité            | Statut              | Population Recensement 2010 | Population Recensement 2021 |
| ------------------- | ------------------- | ------------------- | --------------------------- | --------------------------- |
| 1                   | Andreïevka          | village             | 92                          |                             |
| 2                   | Beltsovo            | village             | 368                         |                             |
| 3                   | Varfolomeïevka      | gare ferroviaire    | 1286                        |                             |
| 4                   | Varfolomeïevka      | village             | 1240                        |                             |
| 5                   | Dostoïevka          | village             | 380                         |                             |
| 6                   | Zagornoïe           | village             | 98                          |                             |
| 7                   | Krasnoïarovka       | village             | 102                         |                             |
| 8                   | Lazarevka           | village             | 120                         |                             |
| 9                   | Mineralnoïe         | village             | 403                         |                             |
| 10                  | Nikolo-Mikhailovka  | village             | 105                         |                             |
| 11                  | Novossyssoïevka     | village             | 4894                        | 3 966                       |
| 12                  | Oziornoïe           | village             | 167                         |                             |
| 13                  | Orlinoïe            | village             | 0                           |                             |
| 14                  | Pokrovka            | village             | 443                         |                             |
| 15                  | Roslavka            | village             | 8                           |                             |
| 16                  | Starosysoïevka      | village             | 1066                        |                             |
| 17                  | Syssoïevka          | gare ferroviaire    | 356                         |                             |
| 18                  | Iablonovka          | village             | 434                         |                             |
| 19                  | Iakovlevka          | village             | 4480                        | 3 648                       |

## Économie
Le raïon de Iakolevka est une région agricole, avec de l'agriculture, de la culture maraîchère, de l'élevage et de l'apiculture. Il y a aussi des entreprises de sylviculture et de transformation du bois.

## Transports
Le raïon est traversé par la route régionale 05N-100, route qui relie Roudnaïa Pristan (à l'est) à la route fédérale A370 à la hauteur d'Ossinovka. La route A370 relie au nord Khabarovsk et au sud Vladivostok. 